# جبل القبيبات

جبل القبيبات هو جبل في شمال الضفة الغربية يرتفع 680 مترا عن سطح الحر، وتقع على سفحه قريتا سيلة الظهر وبرقة.(ص.156)، أقيمت على قمته المستعمرة الصهيونية «حومش».

## وصلة خارجية
صورة للجبل